# Kiev (Marke)
Kiev (russisch Киев) ist eine Marke von filmbasierten Fotoapparaten und Objektiven des ukrainischen Herstellers Arsenal.
Produktionsstandort ist die namensgebende ukrainische Hauptstadt Kiew. Die Produktion der vollmechanischen SLR-Mittelformatkameras Kiev 60 TTL und Kiev 88 CM sowie der Objektive wurde im Jahr 2010 eingestellt. Sie gehörten im Neuzustand zu den preisgünstigsten Modellen dieser Leistungsklasse.

## Modelle

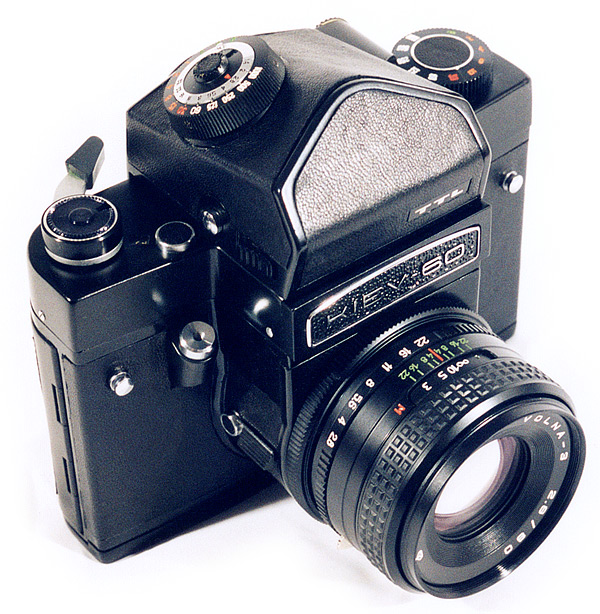
Kiev 60 mit TTL-Prismensucher

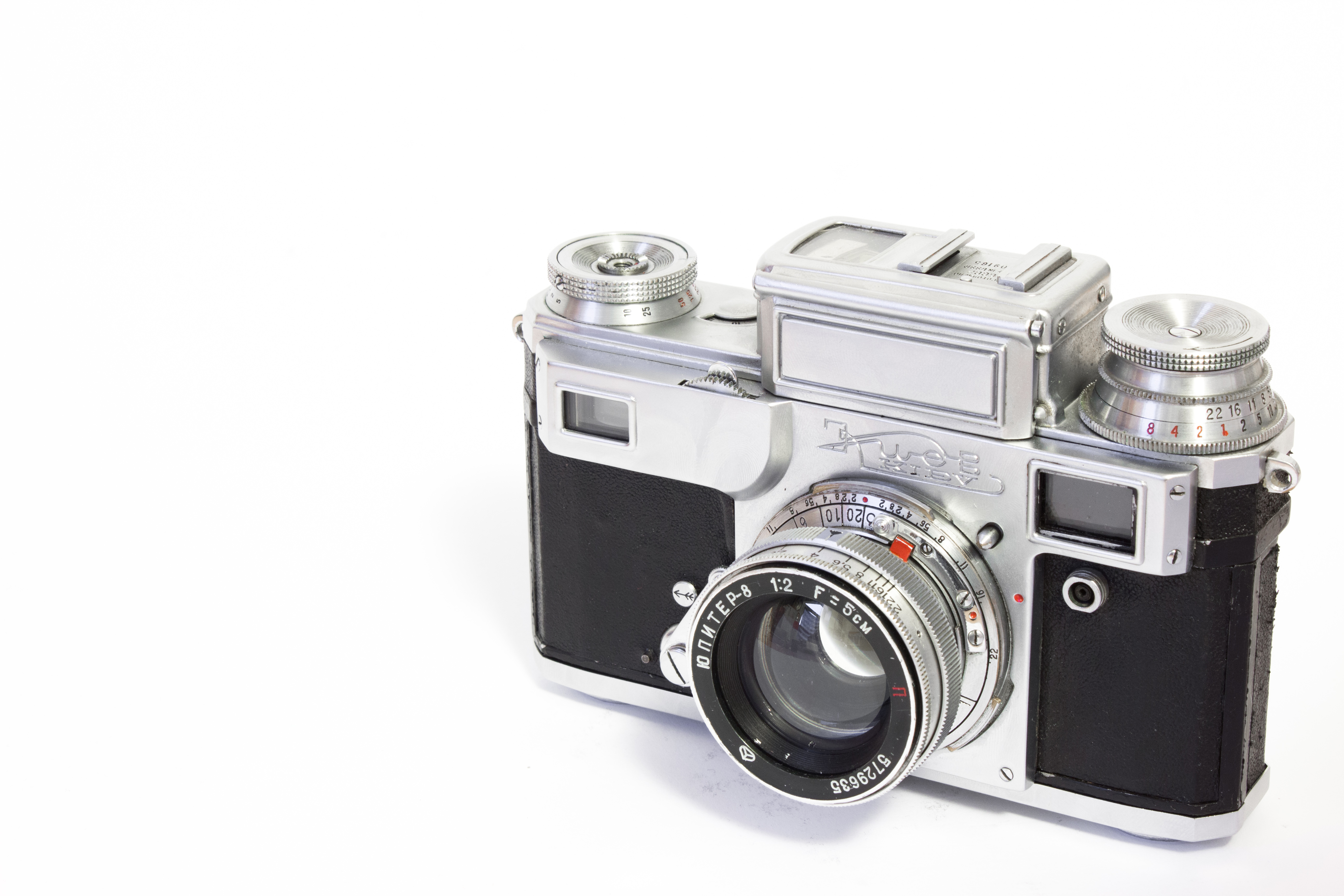
Kiev 3 Messsucherkamera

### Kleinbildkameras
- Kiev 1 bis 4m: Messsucherkamera, ein Nachbau der Zeiss Ikon Contax (1946 bis 1987); die Herstellung begann nach der Demontage von Zeiss Ikon Dresden.[1]
- Kiev 5: Kleinbildkamera
- Kiev 15: Eigenständige Entwicklung einer unkonventionellen Spiegelreflexkamera, auf Westmärkten nicht angeboten.
- Kiev 17: Kleinbildkamera für 35-mm-Film, Nikon-Bajonett. Konstruktiv Synthese von Cosina und Rollei Spiegelreflex.
- Kiev 19M: Kleinbildkamera für 35-mm-Film, Nikon-Bajonett
- Kiev 19: (Kleinbildkamera)
- Kiev 30: Kopie der Minolta 16, russische Spionagekamera
- Kiev 35a: Kleinbild-Kompaktkamera, vermutlich eine Weiterproduktion der früheren Minox 35 EL

### Mittelformatkameras
- Kiev 6C: Mittelformatkamera für 120er Rollfilm mit P6-Bajonett, Vorgängerin der Kiev 60,
- Kiev 60 TTL: Mittelformatkamera für 120er Rollfilm mit P6-Bajonett
- Kiev 80: (Mittelformatkamera)
- Kiev 88 TTL: (Mittelformatkamera für 120er Rollfilm mit Wechselobjektiven (K88-Schraub-Anschluss), Wechselmagazinen und Wechselsuchern (die auch teilweise mit Hasselblad kompatibel sind)
- Kiev 88 CM/CM TTL: weiterentwickelte Mittelformatkamera für 120er Rollfilm, basierend auf der 88, mit P6-Bajonett)
- Kiev 90: Mittelformatkamera, tw. mit P6-Bajonett

Die ersten Modelle sind an die Pentacon Six angelehnt, jedoch keine direkten Kopien. Da der „P6“-Bajonettverschluss der Pentacon Six genutzt wird, sind auch alle Objektive für die Pentacon Six an den entsprechenden Kiev-Kameras nutzbar.
Aufgrund der interessanten Technik der Mittelformatmodelle Kiev 60 und Kiev 88/CM, ihres niedrigen Basispreises und der schlechten Qualitätssicherung von Arsenal hat sich eine rege „Tuner“-Szene um diese Kameras gebildet, deren Kleinunternehmen die Mechanik prüfen, nachbearbeiten und Serviceleistungen sowie Umbauten an den Kameras anbieten (Tuchverschlüsse, Spiegelvorauslösung, P6-Bajonette, reflexmindernde Beschichtungen, Umbau auf Hasselblad-Kompatibilität, Lackierung, Belederung).